# Sytuacja prawna i społeczna osób LGBT na Kubie

Tęczowa flaga – symbol społeczności LGBT

Tęczowa flaga w kształcie Kuby

Położenie Kuby

Flaga Republiki Kuby

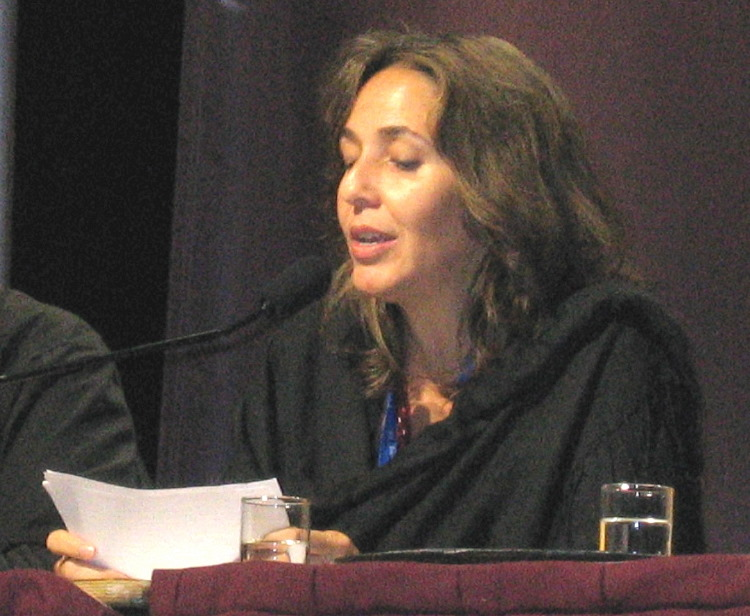
Mariela Castro, dyrektorka Narodowego Ośrodka Edukacji Seksualnej

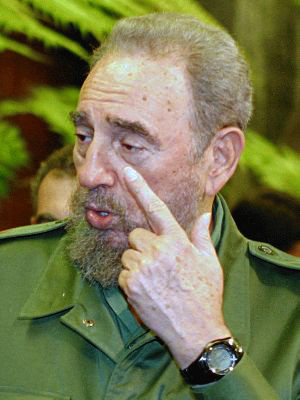
Fidel Castro, były kubański przywódca, odpowiedzialny za prześladowania osób homoseksualnych w latach 60.

## Prawo a dyskryminacja osób homoseksualnych
W latach 60. osoby homoseksualne były na Kubie prześladowane i przymusowo poddawane terapiom konwersyjnym. W 2010 roku Fidel Castro przeprosił za te działania, biorąc za nie całą odpowiedzialność na siebie. Kontakty homoseksualne zostały zalegalizowane na Kubie w 1979 roku. W 1993 roku zrównano ze sobą wiek osób legalnie dopuszczających się kontaktów homo- i heteroseksualnych – wynosi on 16 lat. Od 1993 roku osoby deklarujące się jako homoseksualne mogą wstępować do Komunistycznej Partii Kuby. Od czasu objęcia kierownictwa narodowego ośrodka edukacji seksualnej przez Marielę Castro, córkę Raúla Castro, czynnych prześladowań zaprzestano, a dzięki jej staraniom zaprzestano także urzędowej dyskryminacji. W 2018 r. władze przedstawiły projekt nowej konstytucji, wedle której zagwarantowano równouprawnienie osób LGBT.
Mężczyźni homoseksualni nie są wykluczeni ze służby wojskowej z powodu swojej orientacji seksualnej.

## Ochrona prawna przed dyskryminacją

### Ogólnokrajowa
Kubańska konstytucja gwarantuje wszystkim obywatelom równość wobec prawa i zakazuje dyskryminacji z jakiejkolwiek przyczyny.

### Azyl
Kubańskie przepisy prawne nie przyznają osobom homoseksualnym prawa do ubiegania się o azyl polityczny z powodu prześladowań przez wzgląd na orientację seksualną.

## Uznanie związków osób tej samej płci

### Ogólnokrajowe
W niedzielę, 25 września 2022 r., odbyło się na Kubie referendum w sprawie legalizacji małżeństw jednopłciowych. Większością głosów zadecydowano, że oprócz legalizacji małżeństw jednopłciowych wspierane przez rząd zmiany obejmują m.in. prawo do korzystania z usług surogatek, rozszerzenie praw dziadków w stosunku do wnuków, ochronę osób starszych i nowe środki przeciwdziałania przemocy na tle płciowym. Promowany ma być także równy oraz partnerski podział praw i obowiązków domowych.
W 2008 roku Mariela Castro (córka kubańskiego przywódcy, Raúla Castro), dyrektorka Narodowego Ośrodka Edukacji Seksualnej, w wywiadzie dla hiszpańskiej agencji EFE powiedziała, że Komunistyczna Partia Kuby pracuje nad projektem formalizacji związków homoseksualnych, a także nad ustawą, która osobom transpłciowym będzie dawała możliwość przeprowadzenia operacji korekty płci na koszt państwa.
Ustawa dająca osobom transpłciowym możliwość korekty płci na koszt państwa weszła w życie w 2010 roku.
W lipcu 2012 roku parlament kubański miał debatować nad ustawą o związkach partnerskich.

## Życie osób LGBT w kraju
Na Kubie istnieje duża scena gejowska skupiona w Hawanie i kilku większych miastach. Dysponują one dziesiątkami lokali gay friendly. W kraju wydawane są również publikacje, działają organizacje zajmujące się promowaniem tolerancji wobec społeczności LGBT.
W 2007 roku Kuba zaczęła obchodzić Dzień Walki z Homofobią. Z tej okazji w Hawanie odbyła się konferencja działaczy LGBT. Największa tego typu impreza w historii Kuby została sfinansowana z pieniędzy publicznych. Przewodniczyła jej Mariela Castro. Tego dnia państwowa telewizja wyemitowała film Tajemnica Brokeback Mountain.
Kubańczycy w ostatnich latach stają się coraz bardziej tolerancyjni. Na Kubie nie odnotowano napadów na osoby LGBT w ostatnich latach.